# Jack Kyle
John Wilson Kyle (10. února 1926 Belfast – 27. listopadu 2014 Bryansford) byl irský ragbista, který hrál jako útoková spojka. V roce 2002 byl Irským ragbyovým svazem zvolen nejlepším ragbistou historie Irska. V roce 2008 byl jmenován do Světové ragbyové síně slávy. Obdržel Řád britského impéria (1959).
Za irskou reprezentaci odehrál 46 zápasů a připsal si 24 bodů (1947–1958). Třikrát se stal vítězem Poháru 5 národů (1948, 1949, 1951). V roce 1950 si zahrál 6 zápasů a získal 6 bodů za Britské a Irské lvy.
Po ukončení kariéry byl pár let humanitárním pracovníkem v Indonésii. Od roku 1966 do roku 2000 byl chirurgem v Zambii. Od roku 2001 začal podporovat Queen's University RFC. Měl jednoho syna a jednu dceru. Zemřel v listopadu 2014 doma ve spánku.